# Napoleon II Bonaparte

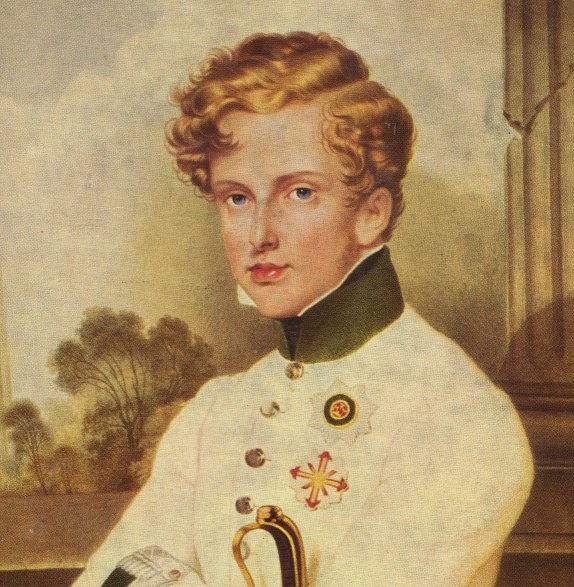
„Orlątko”. Mal. Moritz Daffinger.

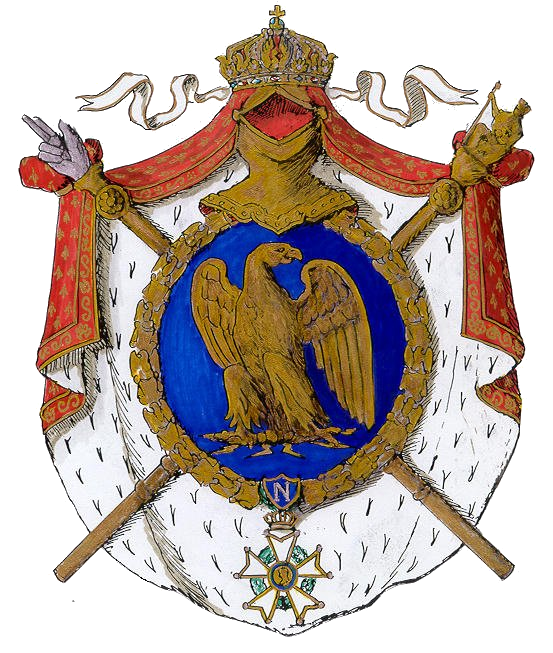

Napoleon II, urodzony jako Napoléon François Charles Joseph, od 1818 znany jako Franciszek, książę Reichstadt (ur. 20 marca 1811 w Paryżu, zm. 22 lipca 1832 na zamku Schönbrunn koło Wiednia), nazywany L’Aiglon, Orlątkiem – następca tronu I Cesarstwa Francuskiego w latach 1811–1814 (z tytułem króla Rzymu), tytularny cesarz Francuzów w 1815 (według niektórych historyków także w 1814), następca tronu i książę Parmy i Piacenzy w latach 1814–1817, książę Reichstadt (Zákupy) od 22 lipca 1818.
Był jedynym legalnym synem cesarza Napoleona I, jego matką była druga żona Napoleona, Maria Ludwika, arcyksiężniczka austriacka z rodu Habsburgów, córka cesarza Franciszka II.
Gdy Napoleon abdykował w dniu 4 kwietnia 1814 roku, określił swojego syna jako nowego cesarza. Jednak koalicjanci nie zamierzali uznawać prawa młodego cesarza. Napoleon I został kilka dni później zmuszony do ponownej abdykacji, tym razem bezwarunkowej. Mimo że Napoleon II nigdy realnie nie panował, to przez ten krótki czas uważany był przez wielu za prawowitego cesarza. Pod tym imieniem zapisał się w historiografii.
Gdy Napoleon I abdykował po swoim 100-dniowym panowaniu 22 czerwca 1815 roku, dzień później władzę przejęła Komisja Rządowa, złożona z pięciu członków. Nie odniosła się do praw Napoleona II, oddała władzę Ludwikowi XVIII.

## Życiorys
Poród młodej cesarzowej był bardzo ciężki i w pewnej chwili chirurg Dubois, który przyjmował dziecko, zapytał Napoleona, kogo ma ratować – matkę czy dziecko. Napoleon powiedział: Ne pensez qu'à la mère (Niech pan myśli tylko o matce). O ósmej rano 101 strzałów armatnich obwieściło paryżanom narodziny następcy tronu, który już w kołysce otrzymał od ojca tytuł Króla Rzymu. Młody Napoleon został ochrzczony 9 czerwca 1811 w katedrze Notre-Dame przez wuja Napoleona I, kardynała Józefa Fescha. Do chrztu chłopca podawali: arcyksiążę Ferdynand Habsburg, zastępujący dziadka – cesarza Franciszka II, i Letycja Buonaparte – „Jej Cesarska Wysokość Pani Matka”.
Pierwszą edukację młody król Rzymu otrzymał pod okiem guwernantki hrabiny de Montesquiou. Po klęskach Napoleona w wojnie z Rosją 1812 roku i w bitwie pod Lipskiem Maria Ludwika wraz z synem opuściła 29 marca 1814 Paryż i udała się do Rambouillet, a stamtąd wraz z Radą Regencyjną (Napoleon I abdykował na rzecz syna) do Blois. W międzyczasie senat francuski ogłosił detronizację Bonapartów i wezwał do powrotu wygnanego Burbona Ludwika XVIII. Marii Ludwice i jej legalnemu potomstwu przyznano oprawę w postaci włoskich księstw Parma, Piacenza i Guastalla.

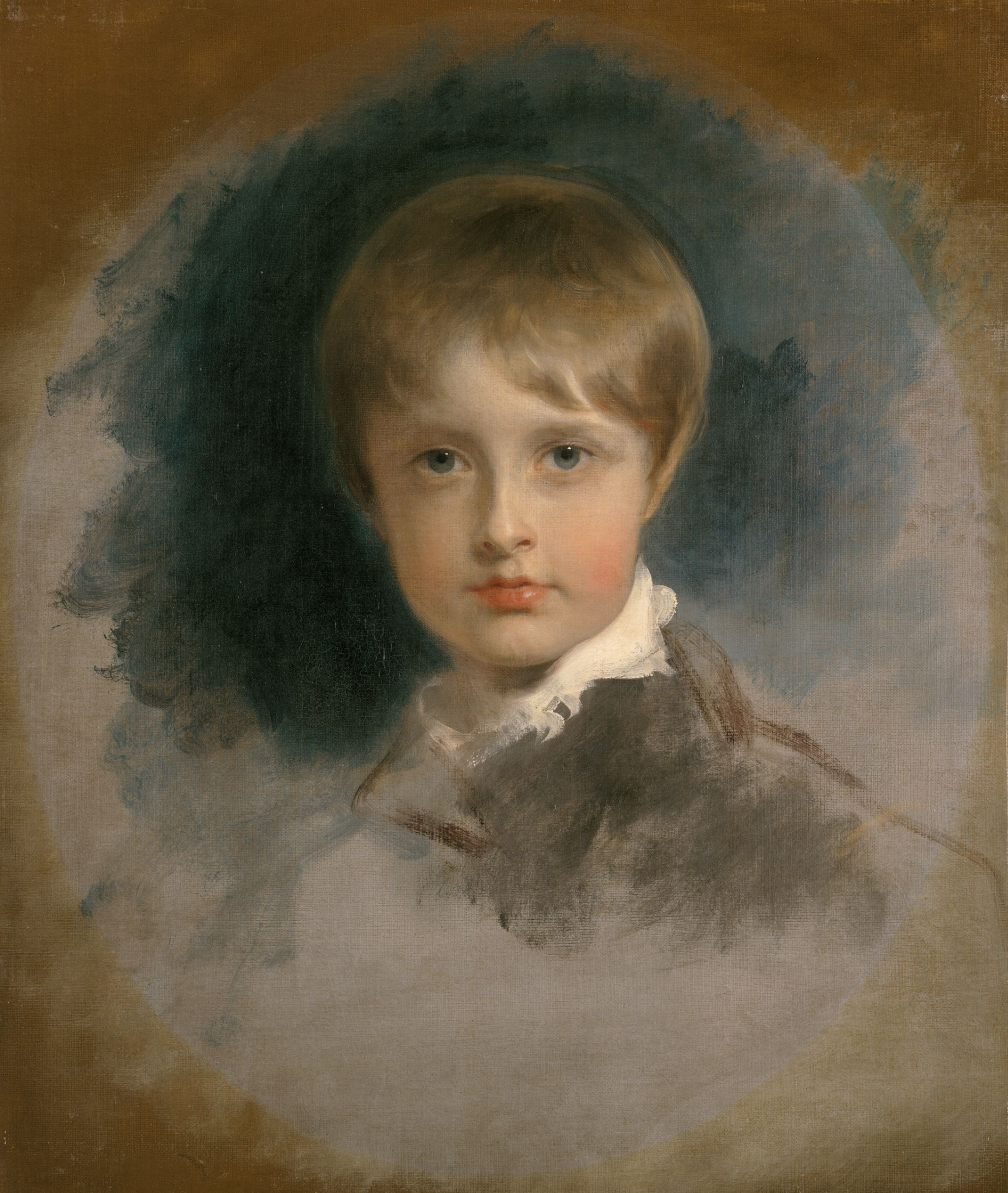
Napoleon II jako król Rzymu

Wiosną 1814 Maria Ludwika z synem przeniosła się do rodziców do Wiednia. Tam dotarła do nich w marcu 1815 wieść o powrocie Napoleona do Francji i restauracji monarchii Bonapartów. Cesarz na próżno prosił żonę o powrót wraz z synem, listy pozostały bez odpowiedzi. Po Waterloo Napoleon abdykował po raz drugi na rzecz syna; tym razem idea osadzenia na tronie Napoleona II miała wielu zwolenników we francuskim parlamencie, ale intrygi ministra Josepha Fouché i zwycięskiego księcia Wellingtona doprowadziły do ponownego objęcia tronu przez Ludwika XVIII.
W roku 1817 nowe postanowienia Świętego Przymierza pozbawiły Marię Ludwikę dziedzicznych praw do Parmy itd., otrzymała tylko dożywocie. W ten sposób syn Napoleona I został pozbawiony nazwiska, tytułu i dziedzictwa. 22 lipca 1818 dziadek Franciszek I nadał mu tytuł księcia Reichstadt (niem. Herzog von Reichstadt) i rangę książęcą w Cesarstwie Austrii, skreślając jednocześnie Napoleona z listy jego imion.
Edukacja młodego Bonapartego przebiegała według starodawnego schematu ustalonego dla dzieci Habsburgów: miał wielu guwernerów, którzy uczyli go filologii łacińskiej, filozofii i zasad prawa kanonicznego i świeckiego, historii współczesnej, matematyki, a z przedmiotów wojskowych nauki o fortyfikacjach. Oprócz tego posiadł szeroką wiedzę w dziedzinie literatury francuskiej, niemieckiej i włoskiej. Gdy skończył 15 lat, udostępniono mu literaturę o Rewolucji Francuskiej i panowaniu jego ojca. Przez cały czas był jednak obserwowany przez tajną policję Metternicha, która otrzymała zadanie nie dopuszczać do niego żadnych emisariuszy z Francji.
W lipcu roku 1830 wybuchła we Francji rewolucja, która zmiotła z tronu starszą linię Burbonów z Karolem X. Liczni zwolennicy Bonapartów proklamowali Franza (jak go teraz nazywano) cesarzem jako Napoleon II. Misję przekonania Wiednia o słuszności takiego rozwiązania powierzono Talleyrandowi, który spotkał się ze strony Metternicha z takim chłodem, że zaniechał dalszych dyskusji i wkrótce ustąpił z urzędu. W tym czasie wygnano z Francji napoleońskiego marszałka i zdrajcę cesarza – Marmonta, który osiedlił się w Wiedniu i został dopuszczony do Franza jako nauczyciel historii wojskowej. Młody książę mógł usłyszeć historię wojen Napoleona z ust jego dawnego adiutanta i naocznego świadka wszystkich zdarzeń.
Od roku 1828 Franz zaczął karierę oficerską w armii austriackiej: najpierw jako kapitan szaserów, dalej jako major piechoty w pułku de Salisa, na koniec, 15 czerwca 1831, dostał awans na podpułkownika i dowództwo batalionu piechoty węgierskiej.
Od tego roku zaczął poważnie chorować – przypuszczano gruźlicę krtani. Stan pogorszył się na wiosnę 1832. 24 czerwca tego roku przybyła do syna niewidziana od wielu lat matka. Napoleon II zmarł 22 lipca o godz. 5:10 w pałacu Schönbrunn w tym samym pokoju, który zajmował jego ojciec po bitwie pod Austerlitz. Zwłoki pochowano w habsburskiej Krypcie Kapucyńskiej (niem. Kapuzinergruft) w Wiedniu, wnętrzności w Katedrze św. Szczepana, a serce w Kościele Augustianów.
W roku 1940 przeniesiono na rozkaz Hitlera jako „dar Wielkiej Rzeszy Niemieckiej dla narodu francuskiego” zwłoki Napoleona II do Kościoła Inwalidów w Paryżu.

## Spekulacje
Według pogłosek, które zapoczątkował angielski handlarz antyków sir Joseph Duveen, opowiadając o znalezionym przez siebie w dzieciństwie wśród papierów ojca liście pożegnalnym Napoleona II do urodzonego w 1832 arcyksięcia Maksymiliana, późniejszego cesarza Meksyku, książę Reichstadt był ojcem i tego chłopca, i jego starszego brata Franciszka Józefa. Wiadomo, że matka cesarza Franciszka Józefa i Maksymiliana, ks. Zofia z Wittelsbachów, była blisko zaprzyjaźniona z napoleońskim kuzynem, ale poza sławnym obrazem, na którym Napoleon II trzyma na kolanach malutkiego Franciszka Józefa, nie wiadomo nic o romansowych stosunkach między Reichstadtem i Zofią. Jeśli istniały, to wszelkie ślady zatarł dwór wiedeński.

## Napoleon II Bonaparte w kulturze
Napoleona II portretowała Sarah Bernhardt w sztuce Orlątko (1900) autorstwa Edmonda Rostanda.